# Aeschynomene pawekiae
Aeschynomene pawekiae är en ärtväxtart som beskrevs av Bernard Verdcourt. Aeschynomene pawekiae ingår i släktet Aeschynomene och familjen ärtväxter. Inga underarter finns listade i Catalogue of Life.